# Eclipse (yacht)

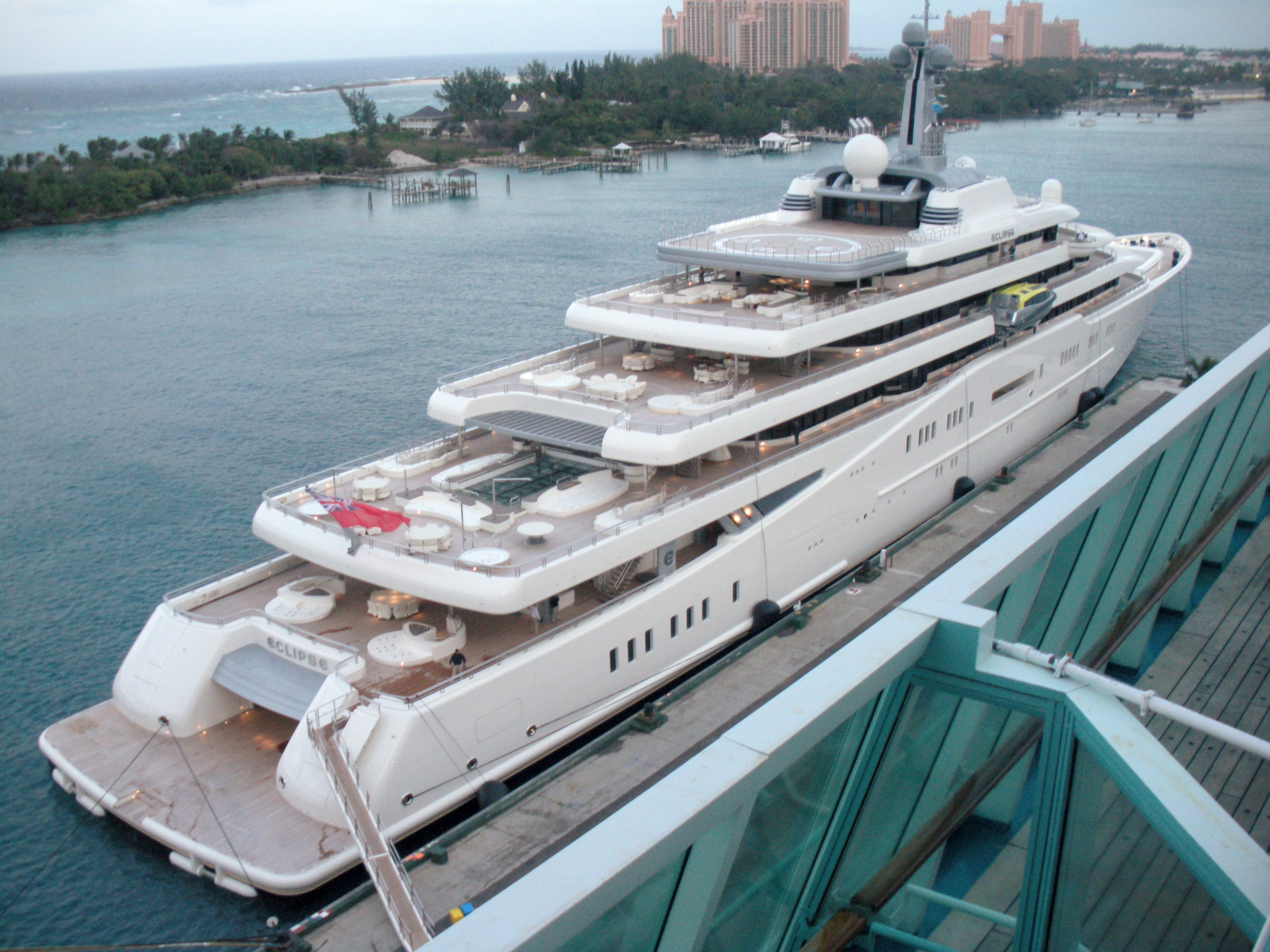
Eclipse a Nassau, Gennaio 2011

M/Y Eclipse è uno yacht di lusso costruito dalla società Blohm + Voss di Amburgo, in Germania.
Gli esterni e gli interni sono stati progettati dalla società Terence Disdale Design e dall'architetto navale Francis Design. Lo yacht è stato consegnato all'imprenditore russo Roman Abramovič il 9 dicembre 2010.
Misura 163,5 metri ed è il secondo yacht privato più grande del mondo, dato che è inferiore di 17,3 metri rispetto allo Azzam, che è stato varato nell'aprile 2013. Può raggiungere i 25 nodi di velocità massima. Il costo dello yacht è stato stimato in euro 340 milioni, ma una relazione di settembre 2009 ha indicato che i costi finali potrebbero avvicinarsi a 900 milioni di euro. Il costo di gestione giornaliero è di circa 80.000 euro, con un costo di rifornimento di 1.000.000 per l'utilizzo di una settimana intensa.
Eclipse ha due eliporti, tre elicotteri, 24 cabine ospiti, due piscine (di cui una misura 16 m), varie vasche idromassaggio e una sala discoteca. È anche dotato di tre battelli e di un mini sottomarino che è in grado di raggiungere i 50 metri di profondità. Circa 70 membri di equipaggio sono necessari per far navigare lo yacht.
Per sicurezza, Eclipse è dotato di sistemi di rilevazione di intrusione e di un sistema di difesa missilistico. La suite principale e il ponte dello yacht sono dotati di armature e finestre antiproiettile. Lo yacht, secondo alcune fonti, è dotato di uno scudo antipaparazzi sotto forma di laser che impedirebbe le fotografie.
Eclipse è anche la più grande nave che impiega un sistema di stabilizzazione basato su rotore per contrastare il movimento all'ancoraggio e alla velocità di bassa crociera, basato sull'Effetto Magnus.